# Charlison Benschop
Charlison Girigorio Benschop (Willemstad, 21 augustus 1989) is een Nederlands voetballer uit Curaçao die doorgaans als aanvaller speelt. In januari 2020 verruilde hij FC Groningen na een half jaar alweer voor Apollon Limasol. Benschop debuteerde in 2017 in het Curaçaos voetbalelftal.

## Clubcarrière
Bij RKC Waalwijk kwam hij terecht na gevoetbald te hebben in de jeugd bij SCO '63 en vv Spijkenisse. Benschop maakte op 11 januari 2008 zijn debuut in het betaalde voetbal, tegen Go Ahead Eagles. Op 28 september 2009 maakte AZ bekend een eerste optie te hebben op Benschop en op 17 maart 2010 werd bekend dat Benschop een vijfjarig contract bij de club uit Alkmaar getekend had. Op 8 februari 2012 maakte hij zijn eerste hattrick, tegen ADO Den Haag.
Op 3 juli 2012 tekende Benschop een vierjarig contract bij Stade Brest, ondanks een contract tot medio 2015 bij AZ. Eerder trok Brest onder anderen Kamel Chafni en Bernard Mendy aan. In zijn eerste seizoen voor Stade Brest maakte hij vijf doelpunten in 27 competitiewedstrijden. In de zomer van 2013 werd hij voor een jaar verhuurd aan het Duitse Fortuna Düsseldorf, op dat moment actief in de 2. Bundesliga. Dat nam hem in de zomer van 2014 definitief over.
Benschop tekende in juni 2015 een contract van 1 juli 2015 tot medio 2018 bij Hannover 96, dan spelend in de Bundesliga. Hij maakte op 15 augustus 2015 zijn debuut voor de club, tijdens een wedstrijd uit bij SV Darmstadt 98 in de eerste speelronde van het seizoen 2015/16. Benschop kwam in de 46ste minuut in het veld als vervanger van Felix Klaus. Twee minuten later maakte hij zijn eerste doelpunt voor Hannover, de 1-1 in de wedstrijd (eindstand 2-2). Medio 2018 ging Benschop naar FC Ingolstadt 04. In januari 2019 werd hij verhuurd aan De Graafschap.
In de zomer van 2019 tekende Benschop een 2-jarig contract bij FC Groningen, hij kwam transfervrij over van FC Ingolstadt 04. Na vijf wedstrijden als invaller in het veld te zijn gekomen leek hij een basisplaats op te eisen, maar uiteindelijk kregen toch anderen de voorkeur van trainer Danny Buijs. In januari 2020 werd bekend dat hij FC Groningen na een halfjaar alweer zou gaan verlaten en overstapte naar Apollon Limasol. Fortuna Sittard haalde Benschop transfervrij in januari 2022. Hij tekende tot 2023. In augustus 2022 stapte hij over naar De Graafschap en tekende voor één seizoen.

## Clubstatistieken
| Seizoen | Club                 | Competitie     | Duels | Goals |
| ------- | -------------------- | -------------- | ----- | ----- |
| 2007/08 | RKC Waalwijk         | Eerste Divisie | 3     | 1     |
| 2008/09 | RKC Waalwijk         | Eerste Divisie | 35    | 11    |
| 2009/10 | RKC Waalwijk         | Eredivisie     | 31    | 6     |
| 2010/11 | AZ                   | Eredivisie     | 16    | 1     |
| 2011/12 | AZ                   | Eredivisie     | 29    | 5     |
| 2012/13 | Stade Brest          | Ligue 1        | 27    | 5     |
| 2013/14 | → Fortuna Düsseldorf | 2. Bundesliga  | 28    | 12    |
| 2014/15 | Fortuna Düsseldorf   | 2. Bundesliga  | 30    | 13    |
| 2015/16 | Hannover 96          | Bundesliga     | 9     | 1     |
| 2016/17 | Hannover 96          | 2. Bundesliga  | 2     | 0     |
| 2017/18 | Hannover 96          | Bundesliga     | 7     | 1     |
| 2018/19 | FC Ingolstadt 04     | 2. Bundesliga  | 9     | 1     |
| 2018/19 | → De Graafschap      | Eredivisie     | 14    | 3     |
| 2019/20 | FC Groningen         | Eredivisie     | 18    | 3     |
| 2019/20 | Apollon Limasol      | A Divizion     | 7     | 3     |
| 2020/21 | Apollon Limasol      | A Divizion     | 28    | 7     |
| 2021/22 | SV Sandhausen        | 2. Bundesliga  | 13    | 0     |
| 2021/22 | Fortuna Sittard      | Eredivisie     | 13    | 0     |
| 2022/23 | BV De Graafschap     | Eerste divisie | 25    | 5     |
| Totaal  | Totaal               | Totaal         | 344   | 78    |

## Interlandcarrière
Benschop kwam eenmaal uit voor het Nederlands Beloftenelftal, waarin hij één keer tot scoren kwam. Hij debuteerde in 2017 in het Curaçaos voetbalelftal. Daarmee nam hij twee jaar later deel aan de Gold Cup 2019.
| Interlands van Charlison Benschop voor Curaçao | Interlands van Charlison Benschop voor Curaçao | Interlands van Charlison Benschop voor Curaçao | Interlands van Charlison Benschop voor Curaçao | Interlands van Charlison Benschop voor Curaçao | Interlands van Charlison Benschop voor Curaçao | Interlands van Charlison Benschop voor Curaçao |
| №                                              | Datum                                          | Wedstrijd                                      | Uitslag                                        | Competitie                                     | Goals                                          |                                                |
| Als speler bij Western Sydney Wanderers        | Als speler bij Western Sydney Wanderers        | Als speler bij Western Sydney Wanderers        | Als speler bij Western Sydney Wanderers        | Als speler bij Western Sydney Wanderers        | Als speler bij Western Sydney Wanderers        | Als speler bij Western Sydney Wanderers        |
| ---------------------------------------------- | ---------------------------------------------- | ---------------------------------------------- | ---------------------------------------------- | ---------------------------------------------- | ---------------------------------------------- | ---------------------------------------------- |
| 1.                                             | 10 oktober 2017                                | Qatar – Curaçao                                | 1 – 2                                          | Vriendschappelijk                              |                                                |                                                |
| 2.                                             | 23 maart 2018                                  | Curaçao – Bolivia                              | 1 – 1                                          | Vriendschappelijk                              |                                                |                                                |
| 3.                                             | 26 maart 2018                                  | Curaçao – Bolivia                              | 1 – 0                                          | Vriendschappelijk                              |                                                |                                                |
| 4.                                             | 8 juni 2019                                    | Vietnam – Curaçao                              | 1 – 1 (5 – 6 wns)                              | King's Cup                                     |                                                |                                                |